# Okręg wyborczy Chelsea
Okręg wyborczy Chelsea powstał w 1868 r. i wysyłał do brytyjskiej Izby Gmin dwóch, a od 1885 r. jednego deputowanego. Okręg obejmował londyńską dzielnicę Chelsea. Został zlikwidowany w 1997 r.

## Deputowani do brytyjskiej Izby Gmin z okręgu Chelsea

### Deputowani w latach 1868–1885
- 1868–1885: Charles Dilke, Partia Liberalna
- 1868–1874: Henry Hoare, Partia Liberalna
- 1874–1880: William Gordon, Partia Konserwatywna
- 1880–1885: Joseph Firth, Partia Liberalna

### Deputowani w latach 1885-1997
- 1885–1886: Charles Dilke, Partia Liberalna
- 1886–1906: Charles Whitmore, Partia Konserwatywna
- 1906–1910: Emslie Horniman, Partia Liberalna
- 1910–1944: Samuel Hoare, Partia Konserwatywna
- 1944–1945: William Sidney, Partia Konserwatywna
- 1945–1959: Allan Noble, Partia Konserwatywna
- 1959–1966: John Litchfield, Partia Konserwatywna
- 1966–1974: Marcus Worsley, Partia Konserwatywna
- 1974–1997: Nicholas Scott, Partia Konserwatywna